# Kompleks Federmesser

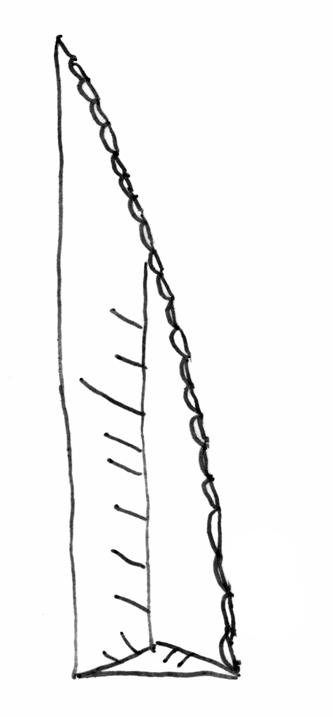
Ostrze Federmesser

Kompleks Federmesser – genezę niniejszej kultury wiąże się z miejscowym podłożem kulturowym o tradycjach kreswelskich. Nazwę tej kultury wiąże się z niemieckim określeniem tylczaków łukowych - Federmesser. Zespół zjawisk kulturowych utożsamianych z kompleksem Federmesser znany jest od obszaru północnej części Francji do Polski. Niniejszy kompleks kulturowy rozwijał się w okresie interstadiału Allerod. W kompleksie Federmesser gospodarka opierała się na polowaniach na zróżnicowaną faunę leśną m.in. jelenie, sarny, dziki, łosie. Obiekty mieszkalne miały formę lekkich szałasów wznoszonych nad niewielkimi zagłębieniami w ziemi. Szałasy te miały konstrukcje żerdziową, o czym świadczyć mogą dołki na stanowisku w Witowie koło Łęczycy. 